# Santa Sofía Loma Bonita
Santa Sofía Loma Bonita är en ort i Mexiko.   Den ligger i kommunen Loma Bonita och delstaten Oaxaca, i den sydöstra delen av landet, 400 km sydost om huvudstaden Mexico City. Santa Sofía Loma Bonita ligger 82 meter över havet och antalet invånare är 146.
Terrängen runt Santa Sofía Loma Bonita är huvudsakligen platt, men västerut är den kuperad. Terrängen runt Santa Sofía Loma Bonita sluttar österut. Runt Santa Sofía Loma Bonita är det ganska glesbefolkat, med 24 invånare per kvadratkilometer. Närmaste större samhälle är Playa Vicente, 6,6 km öster om Santa Sofía Loma Bonita. Omgivningarna runt Santa Sofía Loma Bonita är en mosaik av jordbruksmark och naturlig växtlighet.